# イヴォ・ジーデク

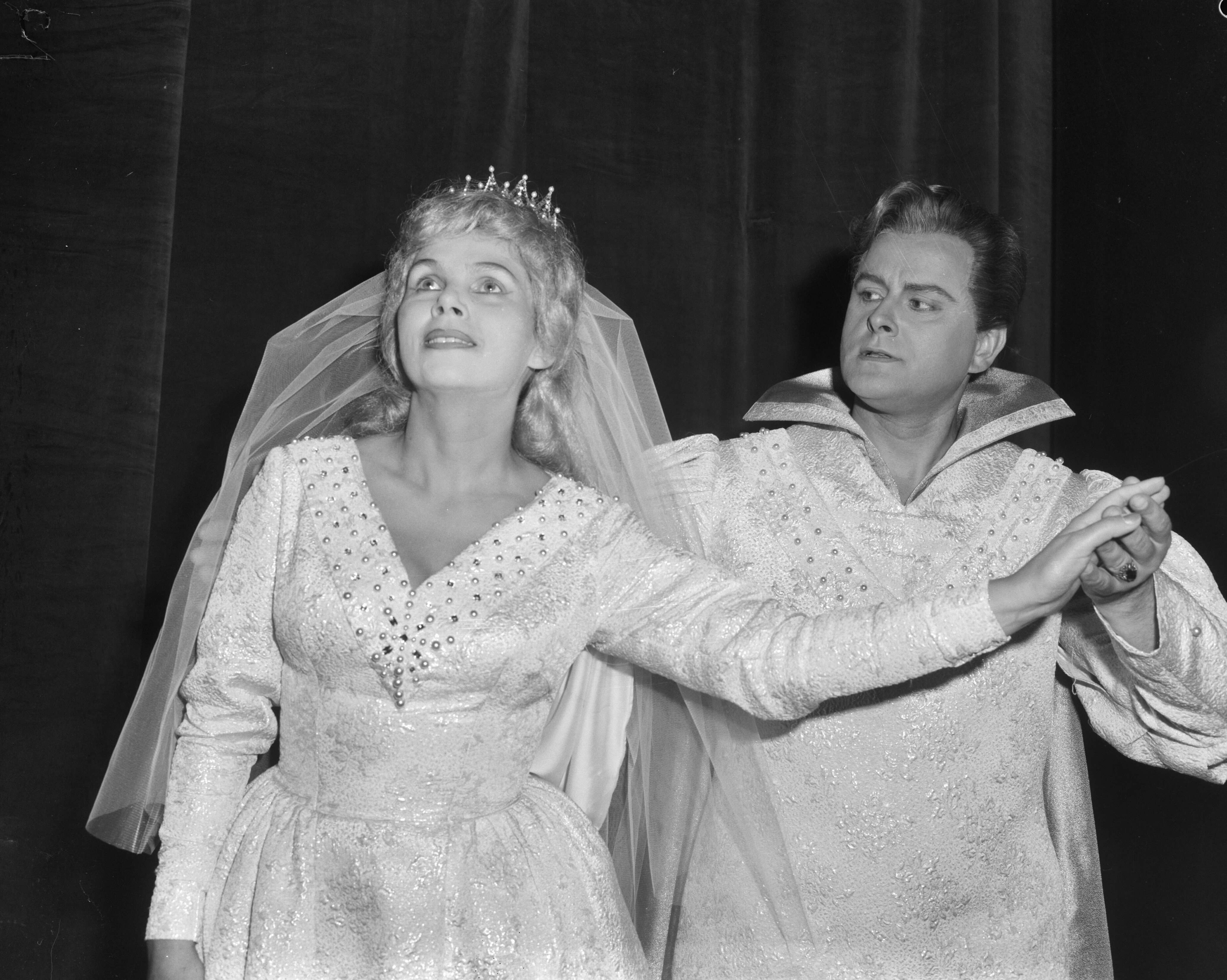
イヴォ・ジーデク (1963)

イヴォ・ジーデク（Ivo Žídek、1926年6月4日 - 2003年5月19日）は、チェコのテノール歌手。
オパヴァ近郊クラヴァジェの生まれ。第二次世界大戦中は地元の音楽学校がナチスによって閉鎖されていたので絵画を学んでいたが、戦争終結後は、ヨーゼフ・シュライバーに音楽理論、ルドルフ・ヴァシェクに声楽をそれぞれ学んだ。1944年からズデニェク・ハラバラに見い出されてオストラヴァの歌劇場に出演し、1947年にベドルジハ・スメタナの《売られた花嫁》のイェニーク役としてプラハ国民劇場に客演。以後、そのイェニーク役が当たり役となり、1948年から1985年まで国民劇場の専属歌手として活動した。1956年から1959年までウィーン国立歌劇場、1956年から1969年までベルリン国立歌劇場のそれぞれに客演した。チェコ政府から1952年に国家賞を授与され、1958年から功労芸術家、1976年から国家芸術家の各称号を得たが、1989年のビロード革命の際にそれらの称号をすべて放棄している。1985年に歌手活動から引退したが、1989年から1991年まで国民劇場に取締役として復帰。取締役を退任後も2001年まで国民劇場と関わりを持ち続けた。
プラハにて没。